# Déimos (lune)
Pour les articles homonymes, voir Déimos.
Déimos, en désignation systématique Mars II, est le plus petit et le plus éloigné des deux satellites naturels de Mars (l'autre étant Phobos).

## Dénomination
Les noms des deux satellites de Mars proviennent de divinités mineures de la mythologie grecque : Phobos (en grec : Φόϐος / Phóbos, « la Peur ») et Déimos (Δεῖμος / Deĩmos, « la Terreur »), les jumeaux que le dieu Arès (Mars dans la mythologie romaine) eut de la déesse Aphrodite. Ces noms (originellement épelés Phobus et Deimus) furent suggérés par Henry Madan, Science Master à Eton, à partir du livre XV de l'Iliade, lorsque Arès appelle la Peur et la Terreur.
La désignation systématique de Déimos est Mars II.

## Caractéristiques physiques

### Masse et dimensions

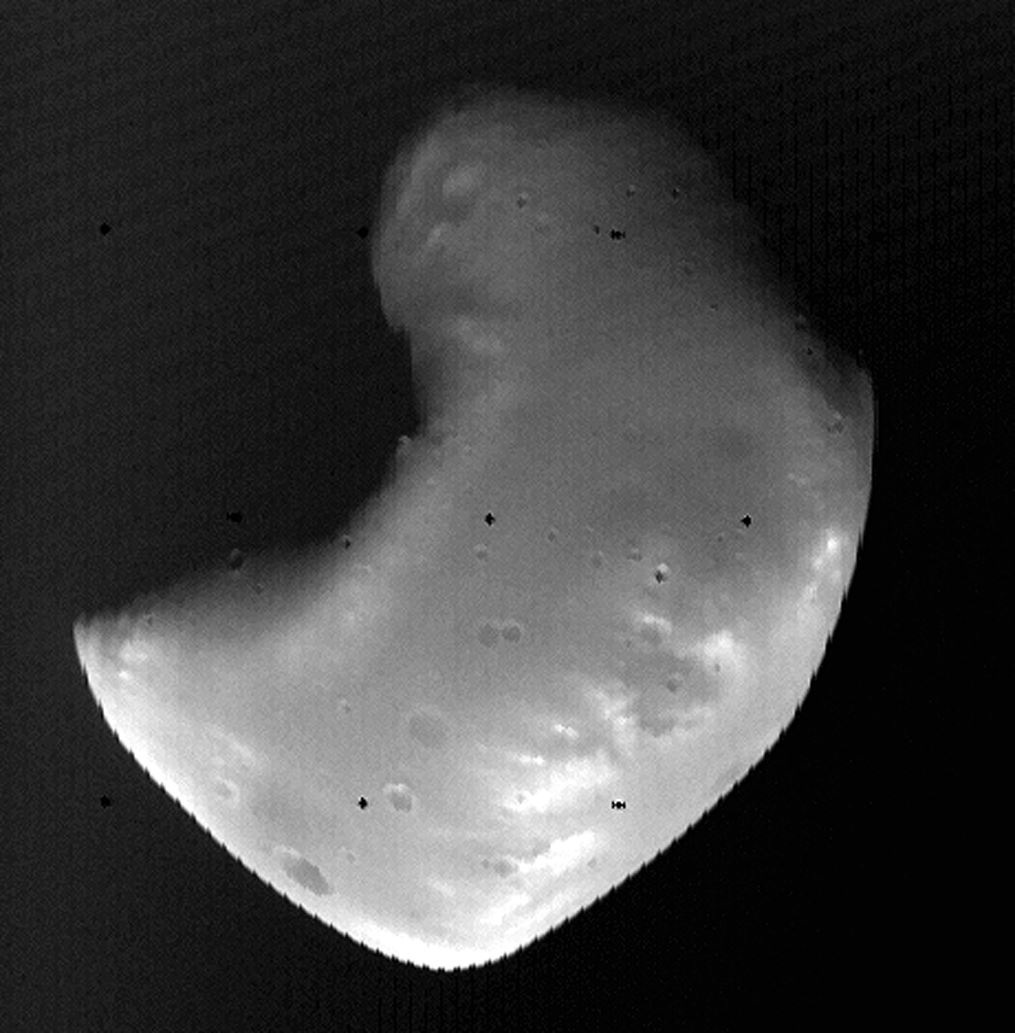
Photographie de Déimos par la sonde Viking 1.

Déimos est un petit corps fortement irrégulier, avec des dimensions de 15 × 12 × 10 km ; comme beaucoup d'objets de cette taille, Déimos possède une forme non sphérique, n'étant pas suffisamment massif pour prendre une forme plus régulière. Il s'agit de l'un des plus petits satellites naturels d'une planète du Système solaire, mais des satellites plus petits sont connus autour de Jupiter, Saturne ou Uranus. Par comparaison, Déimos est trois cents fois plus petit que la Lune, et de taille deux fois plus petite que l'autre satellite de Mars, Phobos.
La masse de Déimos est également faible : 1,476 × 1015 kg (soit un peu moins de 1 500 milliards de tonnes), soit moins d'un septième de celle de Phobos et environ 50 millions de fois moins que celle de la Lune. Sa masse volumique est 2,2 g cm−3.
La gravité à la surface de Déimos est très faible (0,004 m s−2) : un homme à sa surface aurait l'impression de ne peser que quelques grammes. Il possède une vitesse de libération de 22 km h−1 (6 m s−1), ce qui permettrait peut-être à cet homme de se mettre en orbite simplement en courant sur sa surface, si cela était possible.

### Surface

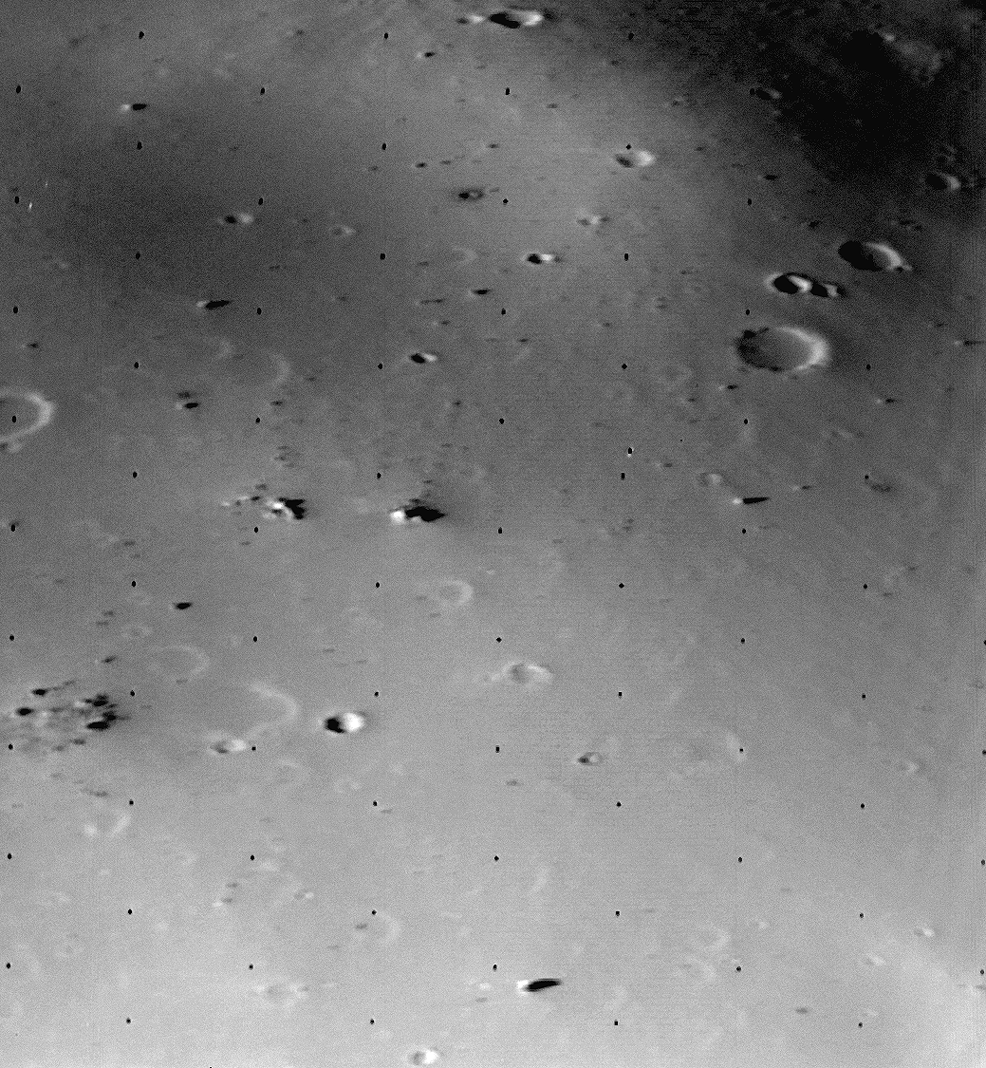
Surface de Déimos, photographié par la sonde Viking 2 à 30 km de distance ; la couche de régolithe, recouvrant certains cratères, est mise en évidence.

La surface de Déimos est très sombre (son albédo n'atteint que 0,07) et elle est d'une couleur noire rougeâtre. On peut discerner des taches claires, qui seraient causées par de fines particules éjectées lors des impacts de météorites. Sur les images prises par la sonde Viking 2 en 1977, la surface de Déimos semble recouverte d'une épaisse couche de régolithe, qui doit en effacer les reliefs. Des observations menées avec le radiotélescope d'Arecibo en 2005 semblent confirmer la nature de cette couche, et cohérente avec le très faible albédo du satellite, qui est peut-être le plus faible mesuré dans le Système solaire. La couche de régolithe pourrait atteindre 100 m d'épaisseur, et résulterait de la pulvérisation de météorites sur sa surface. On ne retrouve pas cette abondance de régolithe sur Phobos, où la poussière subit une bien plus forte influence des forces de marées de Mars.
Toute la surface de Déimos n'est pas connue : seuls 60 % ont été photographiés par des sondes spatiales[réf. nécessaire].

#### Cratères
Si la densité de cratère est la même que sur Phobos, leurs reliefs sont moins marqués car ils sont partiellement comblés par le régolithe. Seuls deux cratères de Déimos ont été nommés : Swift et Voltaire. Le plus grand mesure 3 km de diamètre, une taille importante pour un astre aussi petit.

### Composition interne
Déimos est trop petit pour posséder une structure complexe, et il serait un simple agrégat de matériaux. Possédant une densité très faible, il pourrait être composé de roche et de glace ou bien être poreux.
Sa couleur et sa densité sont proches de celles des astéroïdes de type « C » (chondrites carbonées) que l'on trouve dans la ceinture principale.

## Orbite

Diagramme montrant les orbites de Phobos et Déimos autour de Mars, à l'échelle.

D'un demi-grand axe de 23 460 km, son orbite est presque circulaire (son excentricité n'atteint que 0,00033) et faiblement inclinée par rapport à l'équateur de Mars (0,93°). Sa vitesse orbitale moyenne autour de Mars est de 1,35 km s−1.
Situé légèrement au-delà de l'orbite synchrone de Mars (17 000 km), Déimos s'éloigne lentement de la planète.
Comme la Lune ou Phobos, il est en rotation synchrone, présentant toujours la même face à la planète. Sa période de rotation est donc exactement la même que sa période de révolution autour de Mars: 30 heures et 18 minutes.

## Origine
La densité de cratères donne un âge entre 2,5 et 3 milliards d'années.
Phobos et Deimos ont tous les deux beaucoup de caractéristiques en commun avec les astéroïdes de type C, au niveau du spectre, de l'albédo et de la masse volumique. On a donc imaginé que les deux satellites pouvaient provenir de la ceinture d'astéroïdes et avoir été capturés par Mars. Cependant, les deux lunes sont situées sur des orbites presque circulaires et très peu inclinées par rapport au plan équatorial de Mars, alors qu'on attendrait de lunes capturées qu'elles aient des orbites excentriques et des inclinaisons aléatoires.
Pour expliquer l'orbite circulaire et la faible inclinaison des deux lunes, une autre hypothèse a été avancée, celle d'une co-accrétion. Comme les lunes des géantes gazeuses, Phobos et Déimos se seraient formées en même temps que Mars, à partir d'un disque circumplanétaire laissé en orbite par la formation de la planète. Mais cette hypothèse impliquerait une composition de Phobos et Déimos très proche de celle de Mars, ce qui semble exclu, sauf à supposer que la couleur de surface des lunes soit due à des silicates altérés par les rayons cosmiques.
Une troisième hypothèse, aujourd'hui privilégiée, fait des deux lunes le résidu d'un impact entre Mars et un objet céleste plus petit : rassemblement des débris en un anneau planétaire, formation d'une douzaine de satellites à partir de l'anneau puis perte de tous ces satellites par effets de marée, à l'exception des deux plus éloignés (voir Origine des satellites de Mars).

## Visibilité

### Depuis la Terre
À cause de sa petite taille et de son faible albédo, il possède une magnitude apparente de 12,7. Son observation est donc très difficile pour un astronome amateur.

### Depuis Mars
Vu depuis Mars, Déimos possède une dimension angulaire d'environ 2,5 minutes d'arc (sa forme est très irrégulière) ce qui rendrait difficile de discerner beaucoup de détails à l'œil nu depuis le sol de Mars. En position de pleine lune, sa luminosité serait à peu près celle de Vénus vue de la Terre. À cause de sa proximité et de la faible inclinaison de son orbite, un observateur doit se trouver entre -82° et +82° de latitude pour l'observer.
Vu depuis la surface, il se lève à l'est et se couche à l'ouest. Comme la période de révolution de Déimos n'est que de six heures plus longue que la période de rotation de Mars, il lui faut 2 jours et 16 heures entre le moment où il se lève sur l'horizon et le moment où il se couche. Pendant cette période, il présente deux fois de suite ses phases croissantes et décroissantes.

#### Transits
Déimos passe en moyenne deux fois par année martienne devant le Soleil quand il est observé depuis un point fixe de Mars. À cause de sa petite taille, il ne peut pas provoquer une éclipse totale et ne couvre environ qu'un pour cent du disque solaire[réf. nécessaire]. Il apparaît donc comme un petit point noir traversant le Soleil. Son diamètre angulaire est seulement 2,5 fois plus grand que celui d'un transit de Vénus observé de la Terre.
Le transit de Déimos a été photographié par les deux astromobiles de la mission Mars Exploration Rover (MER), le 4 mars 2004 pour Opportunity et le 13 mars 2004 pour Spirit depuis le site du cratère Goussev.

## Historique

### Supposition
Johannes Kepler pense que le nombre de satellites autour d'une planète était organisé selon un ordre croissant à partir de la Terre. Ainsi, il suppose que Mars dispose de deux satellites (le double de la Terre), Jupiter quatre (découverts par Galilée), Saturne huit, etc. Cette idée est reprise par Jonathan Swift dans son œuvre Les Voyages de Gulliver publiée en 1726 (il va jusqu'à donner des périodes de révolution, qui se révèlent relativement proches de la réalité) et Voltaire dans Micromégas en 1752. Cette hypothèse ne repose sur aucune observation et se révèle inexacte, sauf pour Mars, dont on ne connaît que deux satellites.

### Découverte

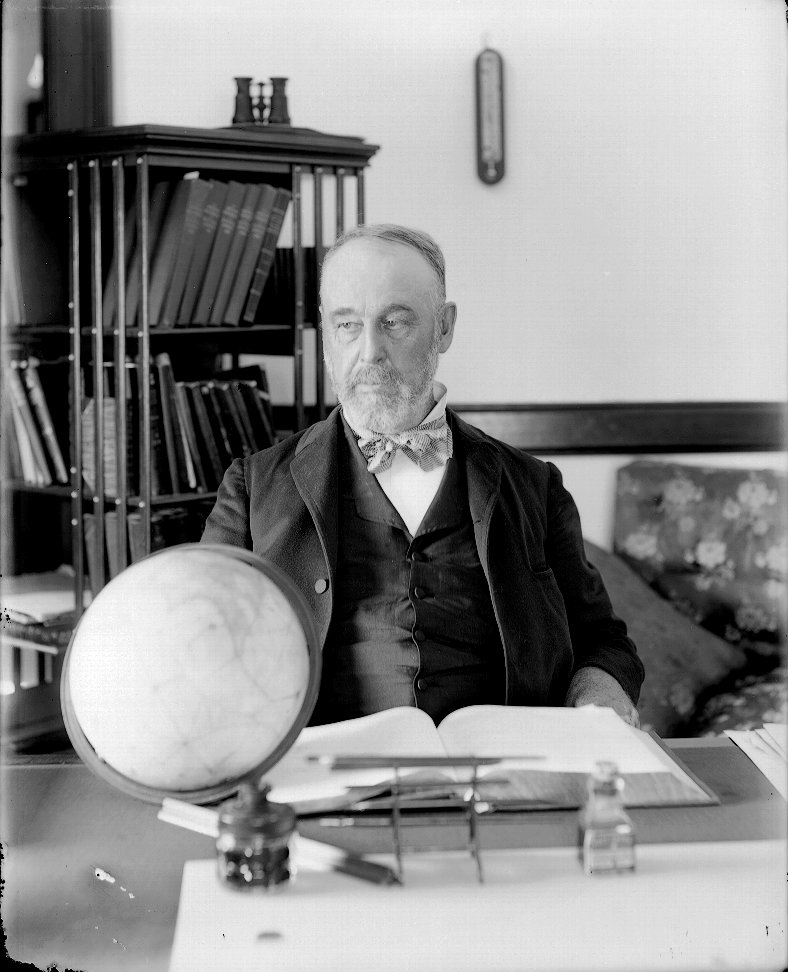
Asaph Hall en 1899.

Plusieurs astronomes, tels que William Herschel, Henri Louis d'Arrest et Edward S. Holden, se mettent à chercher les hypothétiques satellites martiens, mais sans succès. C'est finalement l'astronome américain Asaph Hall le 12 août 1877, qui découvre Déimos à l'aide du nouveau télescope de 66 cm de l'observatoire naval des États-Unis,,,. Hall découvre également, quelques jours plus tard, le 18 août, Phobos.

### Exploration
Aucune mission spatiale n'a été spécifiquement consacrée à Déimos. En revanche, plusieurs sondes destinées à l'exploration de Mars ont été utilisées pour observer Phobos.
Les premières photographies spatiales de Déimos furent effectuées par la sonde américaine Mariner 9, en 1971. Cette observation ne faisait pas partie du programme initial : Mariner 9 était exclusivement destinée à observer la surface martienne. Lors de son insertion orbitale, celle-ci était masquée par une violente tempête de poussière ; la NASA décida de repousser les observations de Mars ; dans l'intervalle, les deux lunes de la planète furent photographiées.
En octobre 1977, l'orbiteur de la sonde américaine Viking 2 s'approcha à plusieurs reprises de Déimos, jusqu'à 22 km de distance. Elle obtint des clichés d'une résolution supérieure à 1,5 mètre par pixel.
Le 10 juillet 2006, la sonde américaine Mars Global Surveyor photographia Déimos à une distance de 22 985 km, obtenant une image d'une résolution de 95 mètres par pixel.
Le 21 février 2009, la sonde américaine Mars Reconnaissance Orbiter photographia Deimos avec une résolution de 20 m par pixel, de sorte que des détails de 60 m furent visibles.
Viking 2, Mars Global Surveyor et Mars Reconnaissance Orbiter sont les seules sondes à s'être approchées de manière significative de Déimos. En août 2013, le rover Curiosity, en exploration à la surface de Mars, photographia en outre l'éclipse de Déimos par Phobos.

#### Bases de données et dictionnaires
- Ressource relative à la bande dessinée :   - Comic Vine
- Notices dans des dictionnaires ou encyclopédies généralistes :   - Britannica
  - Enciclopedia De Agostini
  - Gran Enciclopèdia Catalana
  - Internetowa encyklopedia PWN
  - Store norske leksikon
- Notices d'autorité :   - VIAF
  - LCCN
  - GND
  - Israël